# Sept collines de Rome
Pour l’article homonyme, voir Les Sept Collines de Rome.
Pour un article plus général, voir Ville aux sept collines.

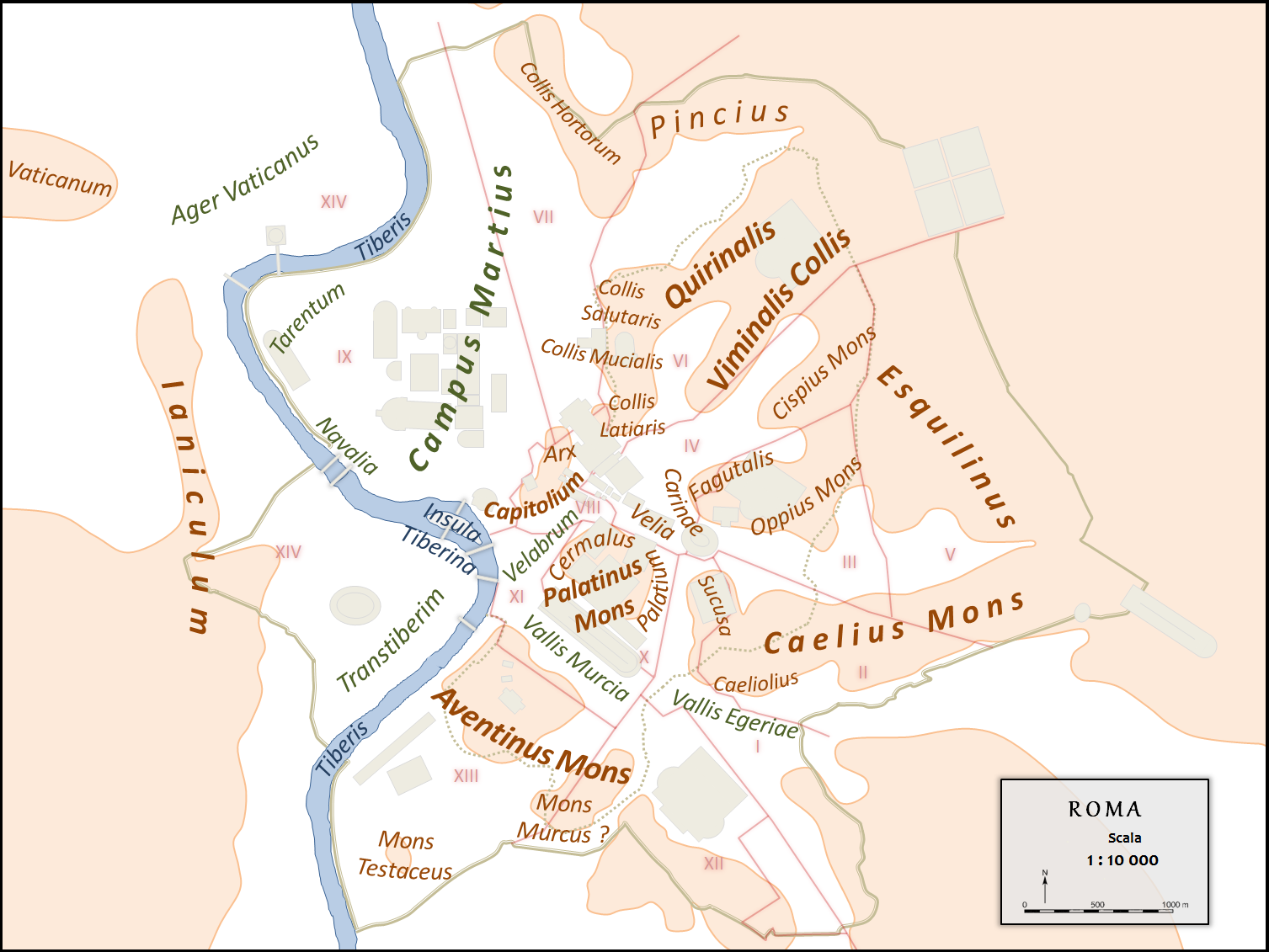
Topographie simplifiée de la ville de Rome antique avec, à titre indicatif, les empreintes des principaux monuments et les tracés des murs servien et aurélien.

Les sept collines de Rome (en italien : Sette colli di Roma [ˈsɛtte ˈkɔlli di ˈroːma] ; en latin : Septem colles / montes Romae) désignent traditionnellement les principales collines sur lesquelles s'étend la ville de Rome antique sur la rive gauche du Tibre, comprises dans le mur Servien du VIe siècle av. J.-C., reconstruit au IVe siècle av. J.-C. Ces éléments de relief jouent un rôle majeur dans l'histoire, l'urbanisme et la culture de la ville antique. Chaque colline est ainsi l'objet de festivités lors de la fête du Septimontium.

## Liste

### «Sept collines» primitives
À l'origine, vers le VIIIe siècle av. J.-C., les festivités du Septimontium ne concernent que les habitants de certaines collines dont ceux du Palatium, de la Velia, du Fagutal, de Subure, du Cermalus, du Cælius, de l'Oppius et du Cispius. Cet ensemble de collines est qualifié de Septem montes bien qu'il comporte huit noms. Le nom originel des « sept collines » a pu être conservé alors que l'ensemble a lentement intégré une colline supplémentaire. Cette liste ne correspond pas à celle donnée plus tard par la tradition, la ville s'étant fortement étendue depuis l'époque archaïque. La liste primitive renvoie à un état antérieur de la ville de Rome antique.

### Sept collines de la Rome classique
La liste des sept collines a évolué après la fondation de la ville et son extension rapide. La tradition a conservé sept noms, désignant l'ensemble d'un relief sans faire la distinction entre les différents sommets liés à ce relief, comme c'était le cas auparavant :
- l'Aventin (en latin : Aventinus ; en italien : Aventino)
- le Cælius (Cælius ; Celio) ;
- le Capitole (Capitolium ; Campidoglio), comprenant le Capitolium et l'Arx ;
- l'Esquilin (Esquilinus ; Esquilino), comprenant l'Oppius, le Cispius et le Fagutal ;
- le Palatin (Palatinus ; Palatino), comprenant les deux sommets Germal et Palatual ;
- le Quirinal (Quirinalis ; Quirinale) ;
- le Viminal (Viminalis ; Viminale).

Le Janicule (Ianiculum ; Gianicolo), situé sur l'autre rive du Tibre, au-delà de la plaine du Trastevere, est parfois considéré comme la « huitième colline de Rome ». Une autre colline de dimensions importantes, le Pincio (Pincius), située sur la rive gauche du fleuve au nord des sept collines, est partiellement intégrée dans la ville sous l'Empire. Ses pentes sont principalement occupées par des jardins d'où son nom antique de « Colline des Jardins » (Collis Hortulorum).

## Étymologie
Selon une hypothèse, le terme de « sept collines » (septem montes en latin) dériverait en fait de saepti montes, c’est-à-dire de « collines entourées d'une palissade » ou « collines retranchées », et non du chiffre sept,. Le premier ensemble de collines (qui comporte huit noms et non sept) devait en effet être entouré d'un mur ou d'un simple agger défensif dont le tracé peut encore être deviné entre la Velia et les pentes du Fagutal (dans la zone dite Carinae). Plus tard, le deuxième ensemble étendu est compris dans le Mur servien. Selon cette hypothèse, une confusion a pu se faire dans l'esprit des Romains entre saepti montes et septem montes, le ae latin se prononçant facilement é,. Toutefois, cette hypothèse est jugée non satisfaisante par de nombreux historiens pour lesquels il ne fait pas de doute qu'il est fait référence au chiffre sept dès la plus haute antiquité.

## Histoire

### Topographie primitive
L'ensemble des collines forme un arc de cercle plus ou moins régulier sur la rive gauche du Tibre. À l'origine, leurs pentes sont plutôt escarpées et offrent de nombreuses possibilités naturelles de défense, notamment le Capitole qui peut être décrit comme un « roc inexpugnable ». Parmi ces collines, le Palatin, constitué alors de deux sommets distincts, occupe une position centrale. La colline n'est pas isolée comme aujourd'hui mais est reliée à l'Esquilin par la Velia. Les autres collines semblent entourer le Palatin, avec au nord le Capitole, au nord-est le Quirinal et le Viminal, à l'est l'Esquilin et au sud, le Caelius et l'Aventin. Cette topographie accidentée ainsi que la proximité avec le fleuve du Tibre a très tôt attiré les hommes qui ont occupé le sommet des collines, les fonds des vallées étant marécageux et insalubres, régulièrement inondés par les crues du Tibre.

### Première occupation des collines
Le récit de la fondation de Rome rapporté par l'annalistique mentionne la présence d'un village sur chaque colline. Mais le site de Rome est décrit comme étant plus sauvage et désert qu'il n'est en réalité à cette époque,. Les différentes découvertes archéologiques permettent d'affirmer que des collines comme le Capitole ou le Palatin sont occupées dès l'âge du bronze, vers le XIVe siècle av. J.-C., par des populations de culture pastorale, comme c'est le cas pour toute l'Italie centrale. Ces secteurs d'habitation, qui se résument à un agrégat de cabanes formant des noyaux épars, sont toujours accompagnés d'une nécropole, située en dehors des villages selon les règles funéraires de l'époque. La nécropole des habitants du Capitole occupe la vallée du Forum et s'étend jusqu'à la zone occupée aujourd'hui par l'arc d'Auguste tandis que celle des habitants du Palatin est placée entre le Germal et le Palatual, signe qu'à cette époque, le Palatin compte deux villages distincts.
Entre 900 et 830 av. J.-C. apparaissent de nouvelles zones d'habitation sur le Quirinal, avec une nécropole située dans la zone du Forum d'Auguste. Pour le IXe siècle av. J.-C., on sait grâce à une liste fournie par Pline l'Ancien que la Velia, le Caelius et le Viminal sont occupés par des villages indépendants et suffisamment importants pour être admis aux Féries latines d'Albe-la-Longue,. C'est vers la fin du IXe siècle av. J.-C. que les villages jusqu'à présent indépendants finissent par fusionner en un ensemble unitaire s'étendant sur une vaste zone comprenant le Palatin, la Velia et l'Esquilin avec le Cispius, l'Oppius et le Fagutal. Il n'y a plus qu'une seule nécropole qui occupe une bonne partie de l'Esquilin. L'ensemble formé par le Capitole et le Quirinal demeure encore à part. Cette évolution s'explique peut-être par le dépeuplement de la région du mont Albain. Une partie de ces populations s'installe sur le site de Rome provoquant une forte hausse démographique et l'occupation de nouvelles zones jusqu'à présent inhabitées.

### Institution duSeptimontium
À l'époque archaïque, entre la fin du IXe et le début du VIIIe siècle av. J.-C., les habitants des Septem montes originels se réunissent le 11 décembre pour célébrer une fête religieuse au caractère fédéral, à l'image de ce que représentent les Féries latines pour les peuples albains. Cette fête est célébrée pro montibus, c'est-à-dire pour chaque colline et non pour l'ensemble qu'elles forment, un souvenir du temps où les villages établis sur chacune d'elles étaient encore indépendants. Le Palatin et la Velia semblent y jouer un rôle prépondérant. Peu après, durant la première moitié du VIIIe siècle av. J.-C., l'ensemble Capitole et Quirinal semble définitivement intégré dans la nouvelle ville.

### Nouvelles limites de la ville
La superficie de la ville de Rome s'accroît rapidement pour devenir une des plus importantes d'Italie. Durant le VIe siècle av. J.-C., sous le règne de Servius Tullius, qui modifie le pomerium et fait construire un long agger, la superficie de Rome est estimée à 427 hectares dont 248 pour le territoire des quatre tribus urbaines. Ces nouvelles limites demeurent quasiment inchangées durant toute la République et il faut attendre le début de l'Empire pour que le pomerium soit de nouveau agrandi. Les sept collines de la Rome dite « classique » sont toutes comprises dans le tracé de l'enceinte servienne et remplacent progressivement les Septem montes des origines.

### Transformations de la topographie
Certaines des collines ont pratiquement disparu ou ont subi d'importantes déformations à la suite des différents travaux de terrassement entrepris lors des grands programmes de construction, surtout à partir de la fin de la République et du début de l'Empire avec les projets lancés par Jules César, Auguste, Domitien ou encore Trajan. Ainsi, l'ensellement qui reliait le Capitole au Quirinal est en partie éliminé avec la construction du forum de César puis finalement totalement arasé lors de la construction du forum de Trajan, permettant une ouverture sur le Champ de Mars depuis la vallée du Forum. La Colonne Trajane garde le souvenir de la hauteur de terre qu'il a fallu retirer.
Le Palatin a également subi d'importantes déformations pour adapter sa topographie à la construction des différentes parties du palais impérial. Ainsi, Domitien, qui poursuit les travaux entrepris depuis Tibère et Caligula, fait combler la dépression entre les deux sommets de la colline pour l'édification de la Domus Flavia et de la Domus Augustana. Hadrien puis Septime Sévère prolongent par la suite la colline par la construction de deux plates-formes artificielles, le premier en direction du Vélabre et du Forum et le deuxième vers le Circus Maximus.